# Paralisia crônica das abelhas
Paralisia crônica das abelhas, é uma doença causado por um vírus cuja classificação ainda não esta definida(incertae sedis). Afeta as abelhas adultas e causa uma doença contagiosa de paralisia crônica que pode se espalhar facilmente para outros membros de uma colônia. Os sintomas incluem tremores de asas e corpo, perda de vôo, perda de pelos e rejeição por membros saudáveis da colônia. As abelhas infectadas com paralisia crônica morrem em poucos dias e é um fator na perda de colônias de abelhas.
Embora a paralisia crônica das abelhas infecte principalmente abelhas adultas, o vírus também pode causar danos às abelhas em todos os estádios de desenvolvimento, embora as abelhas em desenvolvimento tenham quantidades significativamente menores do vírus em comparação com as suas contrapartes adultas. A mortortalidade em relação ao desenvolvimento de abelhas infectadas e perdas de ninhada são baixos ou inexistente também.
As abelhas que foram infectadas com paralisia crônica podem abrigar milhões de partículas virais, com metade delas concentradas na região da cabeça, permitindo que ela cause sintomas semelhantes às doenças relacionadas aos danos do sistema nervoso. De fato, verificou-se que as partículas virais se concentram em dois centros; Corpos de cogumelos envolvidos no processamento sensorial, memória, aprendizagem e controle motor, bem como o centro de controle motor, comportamento e orientação, e despertar.

## Susceptibilidade
As abelhas operárias são as mais suscetíveis à infecção, como resultado de testes laboratoriais o modo mais eficiente de propagação da infecção é o contato próximo entre abelhas saudáveis e infectadas em áreas com grande quantidade de abelhas. Embora paralisia crônica possa facilmente se espalhar devido ao contato próximo, o contato entre as abelhas saudáveis e as fezes de abelhas infectadas também podem causar infecção. Portanto, esta infecção viral pode se espalhar entre colméias como resultado deste contato indireto. Como resultado de experiências laboratoriais, as abelhas adultas podem ser infectadas com paralisia crônica por injeção viral, aplicação tópica ou por ingestão.

## Testes
O vírus da paralisia crônica das abelhas é grosseiramente classificado como uma infecção inaparente, porque há poucos sintomas reveladores e a quantidade de vírus não pode ser facilmente determinada. Apesar do uso de infectividade e Serologia, estes métodos de teste são imprecisos e não podem ser reproduzidos com resultados constantes.

## Relação simbiótica
O genoma do vírus causador da paralisia crônica das abelhas foi identificado em formigas carnívoras (Camponotus vagus e Formica rufa) e em um ácaro (Varroa destructor) próximos a um apiário, o que sugere que esses animais podem facilitar o contágio viral. o contágio pode se dar através da ingestão de mel ou abelhas mortas infectadas.